# دعم اتخاذ قرار العلاج
دعم اتخاذ قرار العلاج يتكون من الأدوات والعمليات المستخدمة لتعزيز اتخاذ القرار في مجال الرعاية الصحية للمرضى، ويختلف هذا المصطلح عن دعم اتخاذ القرار السريري، حيث تستهدف أدوات دعم اتخاذ القرار السريري المحترفين الطبيين، بينما تمكن أدوات دعم اتخاذ القرار في العلاج الأشخاص الذين سيتلقون العلاج، ويمكن تقديم هذه الخدمة في موقع خدمات الرعاية الصحية أو كامتياز للموظفين من خلال مزودين من جهات أخرى.

## نظرة عامة
غالبًا ما يكون المرضى غير على علم بالفوائد والآثار الجانبية والتكاليف أو عوامل أخرى رئيسية حول علاج الرعاية الصحية التي يمكن أن يؤثر في قرارهم، على سبيل المثال، قد يواجه مريض السرطان قرارًا بين متابعة العلاج بالعلاج الكيميائي المؤلم لتمديد الحياة مقابل العلاج الرعوي الأكثر إنسانية لزيادة جودة الحياة، ويمكن أن يواجه مريض جراحة العظام خيارًا بين الجراحة القطنية القوية في الفقرة القطنية مقابل العلاج الطبيعي، ويهدف دعم اتخاذ القرار في العلاج إلى تقديم وسيلة لسده فجوة بين المعرفة الأولية للمرضى والمعرفة التي يحتاجون إليها لاتخاذ قرارات مستنيرة بشكل كامل بشأن العلاج الذي يجب متابعته.
برامج دعم اتخاذ القرار في العلاج تتيح للمرضى المشاركة بنشاط في عملية اتخاذ القرار في مجال الرعاية الصحية من خلال جمع ووزن المعلومات التي يمكن أن تكون مخصصة لوضعهم الشخصي، فقد تقدم بعض البرامج الخاصة بمرض معين سلسلة من الاستبيانات التي تساعد المريض على تحديد تفضيلاتهم بشأن العلاج على سبيل المثال، ومع ذلك انتقدت هذه الخدمات بأنها تدعم فقط نسبة صغيرة من المرضى الذين يتناسبون مع الأسئلة، وتتضمن برامج دعم اتخاذ القرار في العلاج أيضًا القدرة على مناقشة خيارات العلاج مع طبيب ماهر لا يعالج المريض وليس معرضًا لضغوط التكاليف.

## دراسات
أظهرت الدراسات أن أنظمة دعم اتخاذ القرار القائمة على الأدلة وموجهة نحو المرضى يمكن أن تحسن جودة اتخاذ القرار للمرضى، مما يعزز التناسب بين العلاج وتفضيلات المريض، وأفادت الدراسات الأخرى بارتفاع مستوى رضا المرضى وتحسن حالتهم الصحية بعد برامج دعم اتخاذ القرار في العلاج، ويمكن لهذه الأنظمة أيضًا تقليل الإنفاق في نظام الرعاية الصحية من خلال محاولة مبدئية لتنسيق تفضيلات المرضى مع العلاج (تجنب العلاجات المتكررة) ومنح المرضى أدوات للتعبير عن رغباتهم في استخدام أنماط علاجية أقل ألمًا تحسن جودة الحياة، قد يؤدي دعم اتخاذ القرار في العلاج أيضًا إلى تحسين الالتزام والامتثال.

## الاستمارات ومقدمي الخدمة
الأدوات قد تشمل الأدب، تمارين تفاعلية عبر الإنترنت، برامج تشجع على التحدث مع المرضى في وضع مماثل، مناقشات مع أطباء محايدين، وبرامج أخرى.
يمكن توفير دعم اتخاذ القرار في العلاج من خلال خطط الصحة المتكاملة مثل (كايزر)، شركات التأمين/مديري البرامج الإدارية الطبية (مثل أوبتوم)، أو بواسطة مزودين مستقلين (مثل غراند راوندز).